# Luiza Pesjak

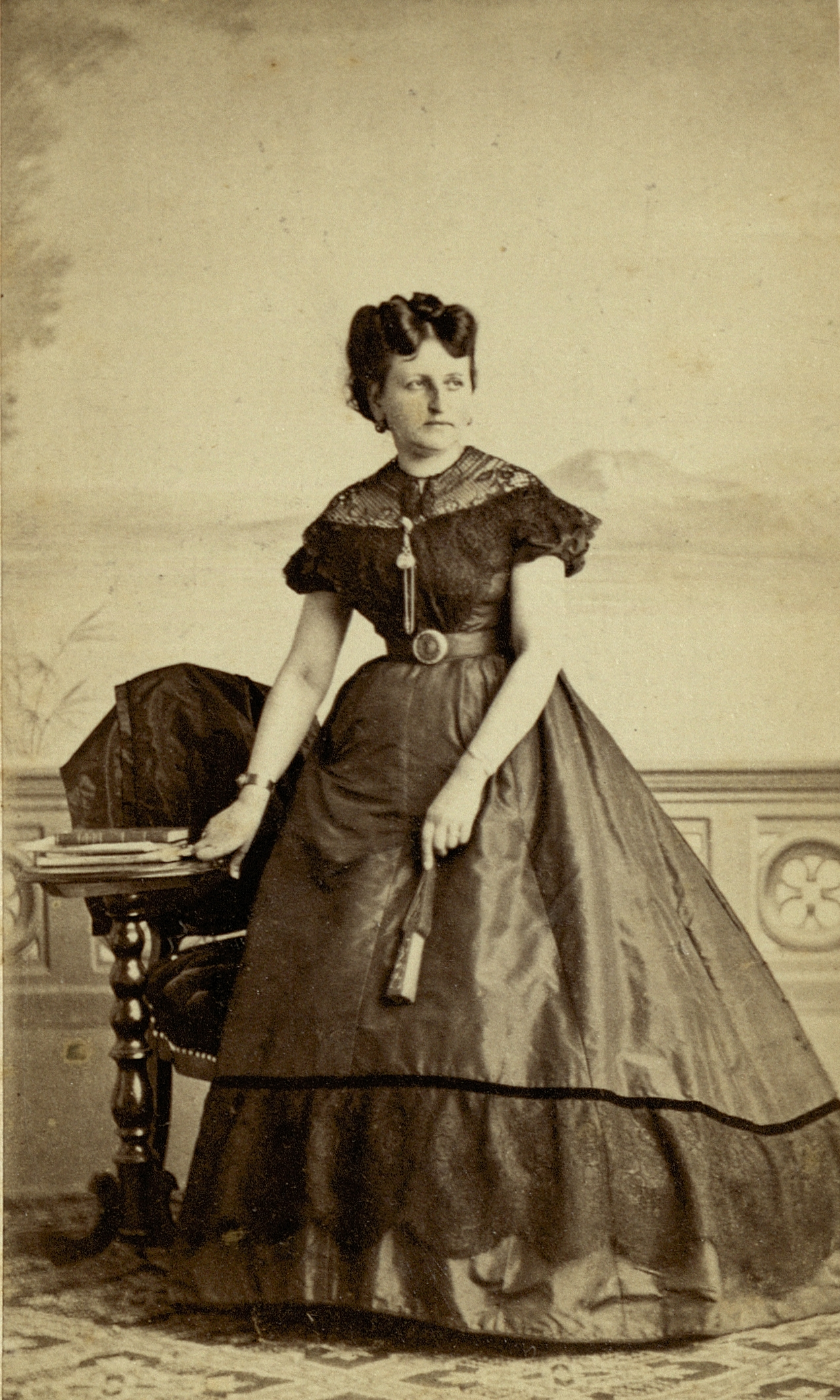
Luiza Pesjak, Fotografie aus den 1860er Jahren

Luiza Pesjak oder Lujiza Pesjakova, geboren als Aloysia Josepha Willhelmina Crobath (geb. 12. Juni 1828 in Ljubljana; gest. 31. März 1898 in Pobrežje (Maribor)) war eine slowenische Schriftstellerin, Dichterin und Übersetzerin. Sie war die erste Frau, die einen Roman in slowenischer Sprache schrieb.

## Leben und Werk

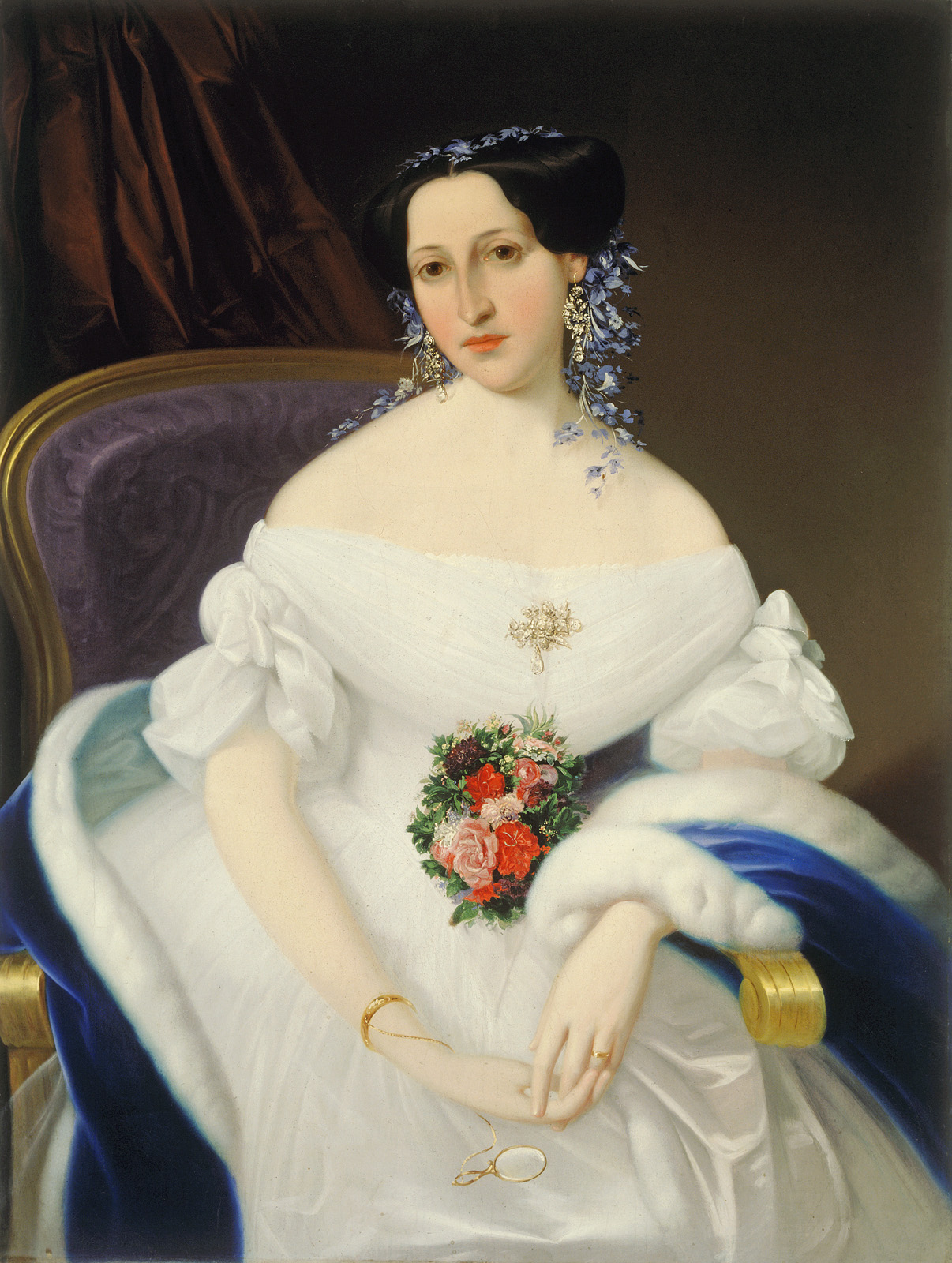
Luiza Pesjak (Gemälde von Mihael Stroj)

Luiza Pesjak wurde als Tochter des Juristen Blasius Crobath (1797–1848) und Josepha geb. Brugnak (1804–1855) geboren. Sie wurde im Fröhlich-Institut unterrichtet, unter anderem von France Prešeren. 
Pesjak war eine der ersten slowenischen Romanschriftstellerinnen. Sie übersetzte Werke aus dem Deutschen, Englischen, Italienischen, Tschechischen und Französischen und veröffentlichte in mehreren Zeitschriften.
Sie verfasste 1887 die Erzählung Beatin dnevnik (dt. Beatas Tagebuch) und zudem Gedichte, Theaterstücke und das Libretto zur Oper Gorenjski slavček von Anton Foerster schrieb. Pesjak brachte in ihren Werken eine starke patriotische Botschaft zum Ausdruck. Ihre Werke wurde sowohl in Slowenien als auch in Deutschland veröffentlicht. Vor allem ihre ersten Werke verfasste sie in deutscher Sprache, da sie damals noch kein Slowenisch sprach.
Im späteren Leben nahm ihre finanzielle Stabilität ab. Sie lebte in beschränkten Verhältnissen und geriet fast in Vergessenheit. Im Jahr 1897 erlitt sie in Pobrežje einen Schlaganfall und starb im März 1898.

## Privates
Pesjak heiratete am 3. Oktober 1848 den Unternehmer Simon Pesjak, mit dem sie fünf Töchter hatte: Helena, Louise, Mary, Ida und Emma. Bekannt war sie mit Josip Stritar, Simon Gregorčič und Fran Levstik, mit denen sie in Briefwechsel stand.

## Ehrungen
In Ljubljana wurde eine Straße nach ihr benannt, die Luize Pesjakove ulica (Luiza Pesjak Straße), zudem wurde sie auf einer jugoslawischen Briefmarke abgebildet. Ihr Porträt befindet sich in der slowenischen Nationalgalerie, wo es eines der beliebtesten Bilder ist.